# Max Aicher Arena
Die Max Aicher Arena (früher Eisstadion Inzell) ist eine Hallen-Kunsteisbahn mit einer 400-m-Eisschnelllaufbahn und einem Eishockey-Innenfeld. Bis Ende 2009 war es eine Freiluft-Anlage.

## Vorgeschichte
Etwa fünf Kilometer von Inzell entfernt befindet sich der Frillensee, der besonders zuverlässig schon früh im Jahr zufriert. Da der See mit 270 Metern Länge und 160 Metern Breite auf seiner zugefrorenen Fläche die Einrichtung einer Laufbahn von regulären 400 Metern Umfang zuließ, etablierte sich dort und in Inzell ab 1959 ein Zentrum des deutschen Eisschnelllaufsports. Dies um so mehr, als selbst in größeren Städten mit Eislauf-Vereinen wie dem damaligen West-Berlin, Hamburg und Köln nur „Kurzbahnen“ auf relativ kleinen Kunsteisflächen für Eisschnellläufer zur Verfügung standen.

## Eisstadion in Inzell
Im Jahr 1965 wurde im Ort Inzell selbst eine 400-Meter-Kunsteisbahn mit einer angeschlossenen Kleinschwimmhalle gebaut. 1967/68 wurde eine Windschutzanlage mit Umkleiden, Sanitärräumen und Krafttrainingsraum errichtet.
1971 wurde nördlich der Eisbahn eine Leichtathletikanlage mit Spielfeld errichtet. Drei Jahre später wurde die Beleuchtungsanlage zur Hochmastanlage umgebaut. In den Jahren 1981/82 baute man ein Betriebsgebäude mit Garage sowie eine Wasseraufbereitungsanlage, Verwaltungs-, Trainer- und Unterrichtsräume. Die Kältetechnik wurde teilsaniert und eine Wärmepumpe eingebaut. Durch die Errichtung eines Tiefbrunnens wurde die Anlage auf Kühlwasserversorgung umgestellt. 1985 hat man die ganze Eisbahn vollständig saniert und Schwimmhalle, Saunabereich und den Bereich des Haupteinganges umgebaut, Sportlerunterkünften und Aufenthaltsräumen wurden geschaffen. 1993 sanierte man die Beleuchtungsanlage. 1995 kam eine neue Sporthalle hinzu. Zwischen 1995 und 1997 erneuerte man die Kälteanlage durch Austausch der bestehenden Kolbenverdichter in Schraubenverdichter mit elektronischer Steuerung.

## Hallen-Neubau

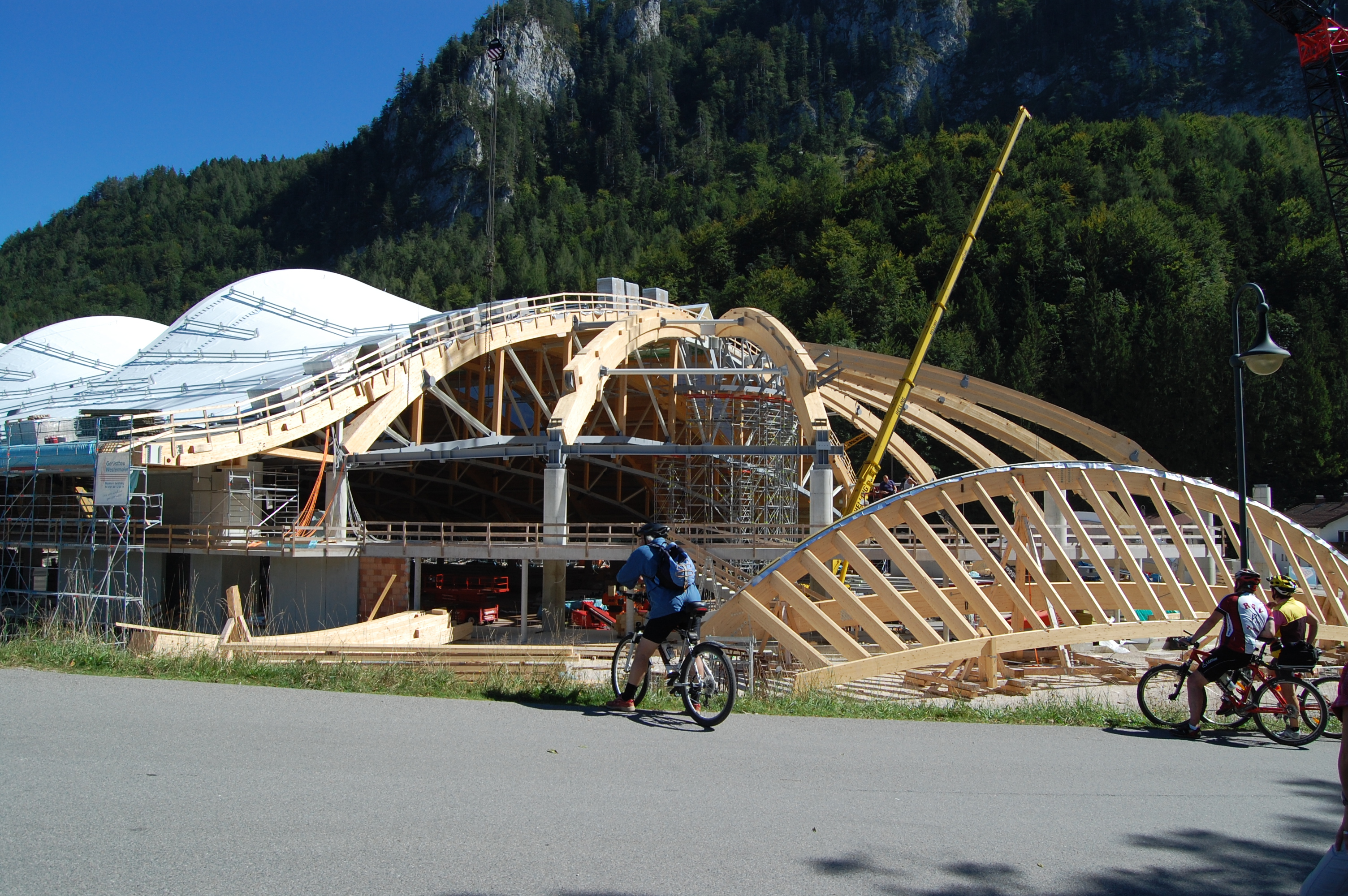
Errichtung der hölzernen Dachkonstruktion

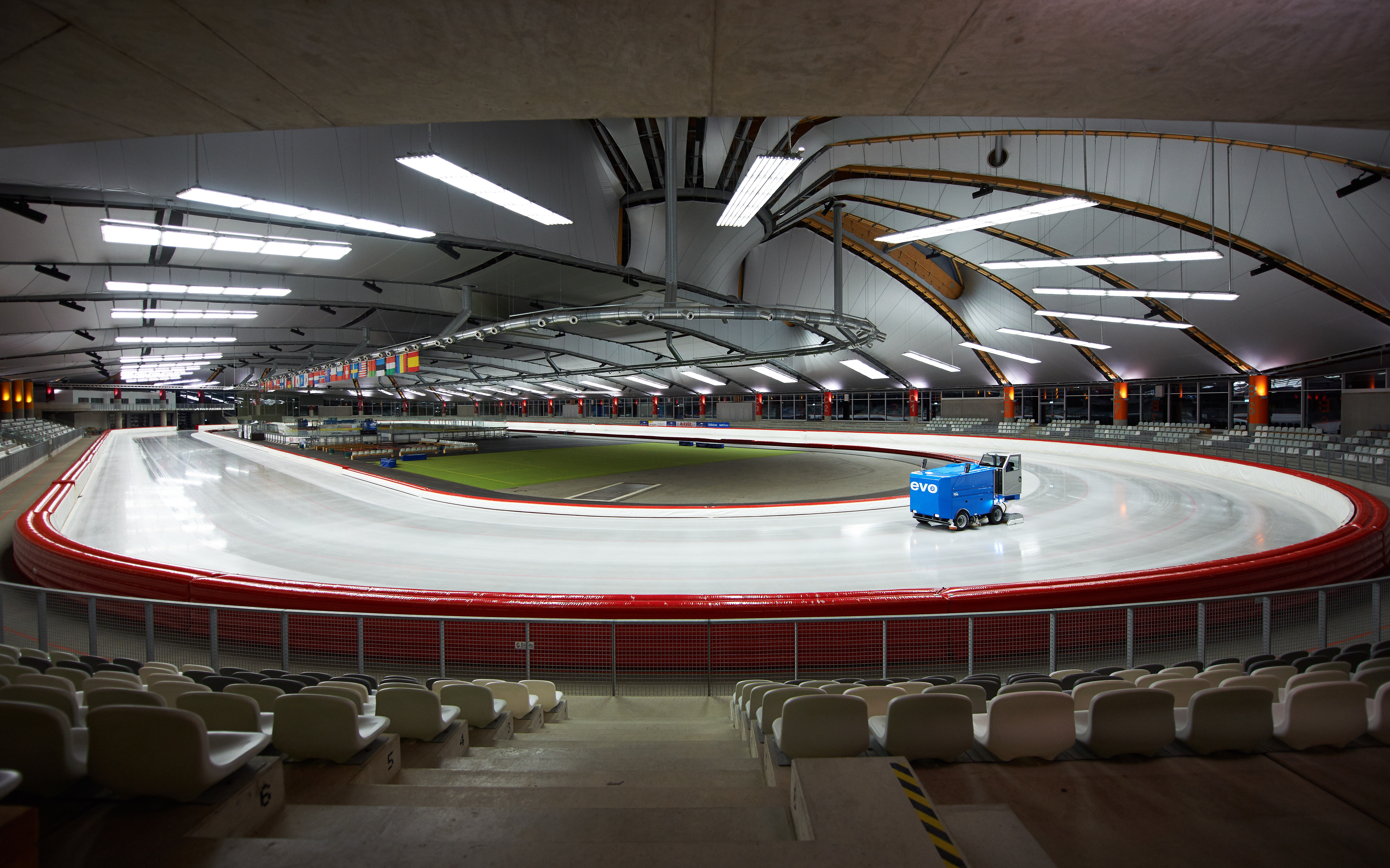
Innenansicht 2016

Ab September 2009 wurde über der vormaligen Freiluftanlage ein neues überdachtes Stadion für 36 Millionen Euro errichtet, das 6000 Zuschauer fassen kann. Im Dezember 2010 war Trainingsbeginn, offiziell eröffnet wurde das Stadion im März 2011 mit den Eisschnelllauf-Einzelstreckenweltmeisterschaften. Durch ein Name-Sponsoring sicherte sich der Freilassinger Bauunternehmer Max Aicher für 20 Jahre den Titel Max Aicher Arena. Der Name Ludwig Schwabl blieb in Form des Straßennamens Ludwig Schwabl Sportpark erhalten.

## Veranstaltungen
| Internationale Wettkämpfe         | |
| Einzelstreckenweltmeisterschaften | 2005, 2011, 2019 |
| Sprintweltmeisterschaft           | 1971, 1979, 1991, 2001 |
| Mehrkampfweltmeisterschaft        | 1974, 1982, 1986, 1996 |
| Mehrkampfeuropameisterschaft      | 1969, 1972 |
| Weltcup                           | 1985/86, 1986/87, 1987/88, 1988/89, 1989/90, 1990/91, 1991/92, 1992/93, 1993/94, 1994/95, 1996/97, 1997/98, 1998/99, 1999/2000, 2001/02, 2002/03, 2003/04, 2005/06, 2007/08, 2012/13, 2013/14, 2015/16 |

## Bahnrekorde (Max Aicher Arena)
Die Max Aicher Arena zählt zu den schnellsten Eisschnelllaufbahnen der Welt.

### Frauen
| Strecke                 | Athlet                                  | Zeit    | Datum                | Wettkampf                          |
| ----------------------- | --------------------------------------- | ------- | -------------------- | ---------------------------------- |
| 0100 m                  | Jenny Wolf                              | 0 10,38 | 25. Juli 2013        | Deutsche Meisterschaften 2014      |
| 0500 m                  | Femke Kok                               | 0 37,07 | 7. März 2024         | Sprint-WM 2024                     |
| 1000 m                  | Jutta Leerdam                           | 1:12,86 | 8. März 2024         | Sprint-WM 2024                     |
| 1500 m                  | Joy Beune                               | 1:52,65 | 10. März 2024        | Mehrkampf-WM 2024                  |
| 3000 m                  | Joy Beune                               | 3:55,72 | 9. März 2024         | Mehrkampf-WM 2024                  |
| 5000 m                  | Martina Sáblíková                       | 6:44,85 | 2. Februar 2019      | Einzelstrecken-WM 2019             |
| Team Pursuit (6 Runden) | JapanNana Takagi Miho Takagi Ayano Satō | 2:55,78 | 9. Februar 2019      | Einzelstrecken-WM 2019             |
| Mehrkampf               | Athlet                                  | Punkte  | Datum                | Wettkampf                          |
| 2 × 500 m               | Jenny Wolf                              | 075,930 | 10.–13. März 2011    | Einzelstrecken-WM 2011             |
| Sprint-MK               | Vanessa Bittner                         | 158,610 | 24.–25. Oktober 2014 | Österr. Sprintmeisterschaften 2014 |
| Mini-MK                 | Anna Rokita                             | 165,373 | 17.–18. Februar 2012 | German Open 2012                   |

Nicht oder nicht mehr im internationalen Wettkampf ausgetragen.
- Stand: 6. Dezember 2015[4]
- Summe der auf 500 m heruntergebrochenen Einzelstrecken (500, 1000, 1500, 3000, 5000 Meter): 193,611 Pkt.

### Männer
| Strecke                 | Athlet                                              | Zeit     | Datum                | Wettkampf                     |
| ----------------------- | --------------------------------------------------- | -------- | -------------------- | ----------------------------- |
| 0100 m                  | Samuel Schwarz                                      | 0 9,89   | 25. Juli 2013        | Deutsche Meisterschaften 2014 |
| 0500 m                  | Jordan Stolz                                        | 0 34,10  | 9. März 2024         | Mehrkampf-WM 2024             |
| 01000 m                 | Ning Zhongyan                                       | 01:07,11 | 8. März 2024         | Sprint-WM 2024                |
| 01500 m                 | Jordan Stolz                                        | 01:41,77 | 10. März 2024        | Mehrkampf-WM 2024             |
| 03000 m                 | Wouter Olde Heuvel                                  | 03:40,60 | 3. Oktober 2015      | Internationales Rennen        |
| 05000 m                 | Davide Ghiotto                                      | 06:06,28 | 9. März 2024         | Mehrkampf-WM 2024             |
| 10.000 m                | Davide Ghiotto                                      | 12:40,61 | 10. März 2024        | Mehrkampf-WM 2024             |
| Team Pursuit (8 Runden) | NiederlandeSven Kramer Douwe de Vries Marcel Bosker | 03:38,43 | 8. Februar 2019      | Einzelstrecken-WM 2019        |
| Mehrkampf               | Athlet                                              | Punkte   | Datum                | Wettkampf                     |
| 2 × 500 m               | Kyu-Hyeok Lee                                       | 069,100  | 10.–13. März 2011    | Einzelstrecken-WM 2011        |
| Sprint-MK               | Denny Ihle                                          | 144,440  | 4.–5. März 2011      | German Open 2011              |
| Mini-MK                 | Adam Axelsson                                       | 153,394  | 14.–15. Februar 2015 | Frillensee-Cup 2015           |
| Kleiner MK              | Bart Swings                                         | 154,152  | 4.–5. März 2011      | German Open 2011              |

Nicht oder nicht mehr im internationalen Wettkampf ausgetragen.
- Stand: 6. Dezember 2015[4]
- Summe der auf 500 m heruntergebrochenen Einzelstrecken (500, 1000, 1500, 5000, 10.000 Meter): 178,797 Pkt.

## Bahnrekorde (Eisstadion Inzell / Ludwig-Schwabl-Stadion)

### Frauen
| Strecke                 | Athlet                                                    | Zeit     | Datum                 | Wettkampf                                  |
| ----------------------- | --------------------------------------------------------- | -------- | --------------------- | ------------------------------------------ |
| 0100 m                  | Catriona LeMay Doan                                       | 0 10,41  | 2. März 2003          | Weltcup 2002/03                            |
| 0500 m                  | Jenny Wolf                                                | 0 38,25  | 12. Oktober 2007      | Int. Saisoneröffnung 2008                  |
| 01000 m                 | Anni Friesinger                                           | 01:16,10 | 21. Oktober 2006      | Int. Rennen 2007                           |
| 01500 m                 | Anni Friesinger                                           | 01:57,21 | 15. Oktober 2005      | Testrennen 2006                            |
| 03000 m                 | Martina Sáblíková                                         | 04:06,55 | 10. Oktober 2008      | Int. Season Opening 2009                   |
| 05000 m                 | Martina Sáblíková                                         | 06:56,98 | 17. Oktober 2008      | Int. Race 2009                             |
| 10.000 m                | Yvonne van der Ploeg                                      | 17:38,00 | 7. März 1984          | Friese Selectieteams En Gastrijdsters 1984 |
| Team Pursuit (6 Runden) | DeutschlandAnni Friesinger Daniela Anschütz Sabine Völker | 3:05,81  | 3. März 2005          | Einzelstrecken-WM 2005                     |
| Mehrkampf               | Athlet                                                    | Punkte   | Datum                 | Wettkampf                                  |
| Sprint-MK               | Monique Garbrecht-Enfeldt                                 | 154,865  | 29.–30. Dezember 2000 | Deutsche Meisterschaften 2001              |
| Mini-MK                 | Karin Busch                                               | 168,271  | 13.–14. Februar 1982  | Mehrkampf-WM 1982                          |
| Kleiner MK              | Gunda Niemann-Stirnemann                                  | 166,069  | 29.–30. Dezember 2000 | Deutsche Meisterschaften 2001              |

Nicht oder nicht mehr im internationalen Wettkampf ausgetragen.
- Stand: 8. Oktober 2013[5]
- Summe der auf 500 m heruntergebrochenen Einzelstrecken (500, 1000, 1500, 3000, 5000 Meter): 198,159 Pkt.

### Männer
| Strecke                 | Athlet                                                 | Zeit        | Datum                | Wettkampf                       |
| ----------------------- | ------------------------------------------------------ | ----------- | -------------------- | ------------------------------- |
| 0100 m                  | Mark Nielsen                                           | 0 9,52      | 1. März 2003         | Weltcup 2002/03                 |
| 0500 m                  | Yu Fengtong                                            | 0 35,17     | 22. Februar 2004     | Weltcup 2003/04                 |
| 01000 m                 | Shani Davis                                            | 01:09,65    | 17. Februar 2008     | Weltcup 2007/08                 |
| 01500 m                 | Remco Olde Heuvel                                      | 01:47,81    | 21. Oktober 2006     | Int. Rennen 2007                |
| 03000 m                 | Sven Kramer                                            | 03:43,34    | 11. Oktober 2008     | Int. Season Opening 2009        |
| 05000 m                 | Chad Hedrick                                           | 06:25,61    | 3. März 2005         | Einzelstrecken-WM 2005          |
| 10.000 m                | Bob de Jong                                            | 13:25,61    | 5. März 2005         | Einzelstrecken-WM 2005          |
| 60 min                  | Olaf Kotva                                             | 39.667,26 m | 21. Februar 1998     | Nationales Rennen 1998          |
| Team Pursuit (8 Runden) | NiederlandeCarl Verheijen Erben Wennemars Mark Tuitert | 3:53,76     | 6. März 2005         | Einzelstrecken-WM 2005          |
| Mehrkampf               | Athlet                                                 | Punkte      | Datum                | Wettkampf                       |
| Sprint-MK               | Jeremy Wotherspoon                                     | 142,325     | 16.–17. Februar 2008 | Weltcup 2007/08                 |
| Mini-MK                 | Valentin Antonio Anghel                                | 160,378     | 4.–7. Februar 2008   | Rumänische Meisterschaften 2008 |
| Kleiner MK              | Tobias Schneider                                       | 155,924     | 4.–6. Januar 2008    | Deutsche Meisterschaften        |

Nicht oder nicht mehr im internationalen Wettkampf ausgetragen.
- Stand: 8. Oktober 2013[5]
- Summe der auf 500 m heruntergebrochenen Einzelstrecken (500, 1000, 1500, 5000, 10.000 Meter): 184,772 Pkt.

## Aufgestellte Weltrekorde
- Liste der jüngsten fünf in der Max Aicher Arena aufgestellten Weltrekorde im Eisschnelllauf (mit Eisstadion Inzell und Ludwig-Schwabl-Stadion).

| Nr.                                        | Disziplin    | Zeit / Punkte | Athlet           | Datum                |
| ------------------------------------------ | ------------ | ------------- | ---------------- | -------------------- |
| 64                                         | Kleiner MK   | 160,454       | Gerard Kemkers   | 16.–17. März 1990    |
| 63                                         | 1500 Meter   | 2:02,23       | Karin Kania-Enke | 6. März 1986         |
| 62                                         | 10.000 Meter | 14:12,14      | Geir Karlstad    | 16. Februar 1986     |
| 61                                         | Mini-MK      | 168,271       | Karin Busch      | 13.–14. Februar 1982 |
| 60                                         | 1000 Meter   | 1:14,99       | Eric Heiden      | 17. Februar 1979     |
| Liste mit allen aufgestellten Weltrekorden |              |               |                  |                      |